# Lactarius annulatoangustifolius
Lactarius annulatoangustifolius é um fungo que pertence ao gênero de cogumelos Lactarius, da ordem Russulales. Encontrado na África, foi descrito cientificamente em 1989.